# Lamiinae
Els lamiínids (Lamiinae) són una subfamília de coleòpters crisomeloïdeus de la família dels cerambícids, molt nombrosa, amb més de 20 000 espècies en més de 3000 gèneres agrupats al voltant d'unes 80 tribus. Són de distribució mundial amb major diversitat en els tròpics.

## Tribus
La taxonomia de les tribus està en flux. Algunes de les tribus d'aquesta llista poden ser sinònims d'unes altres.
- Acanthoderini Thomson, 1860

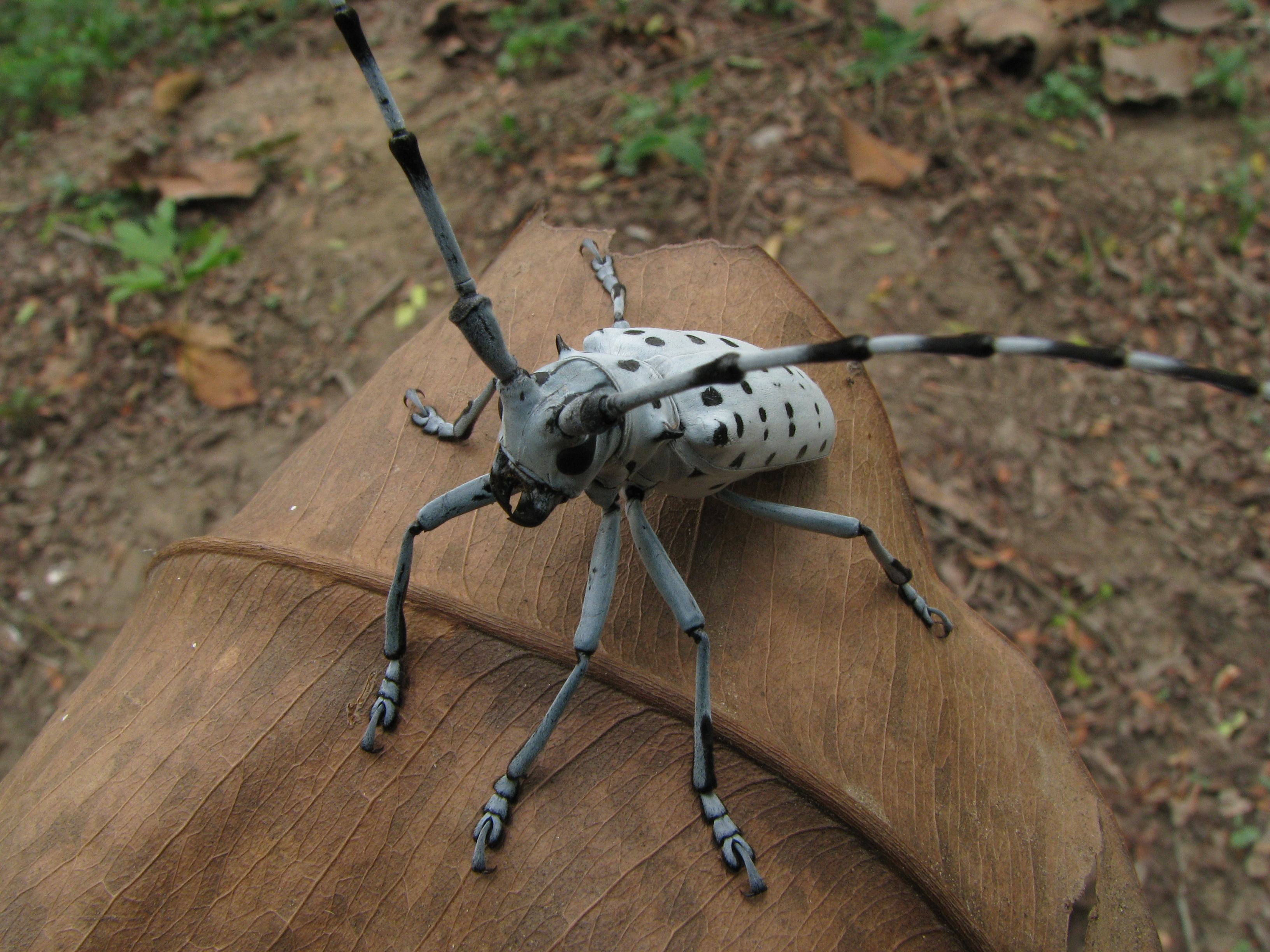
Pseudonemophas versteegi (Ritsema, 1881)

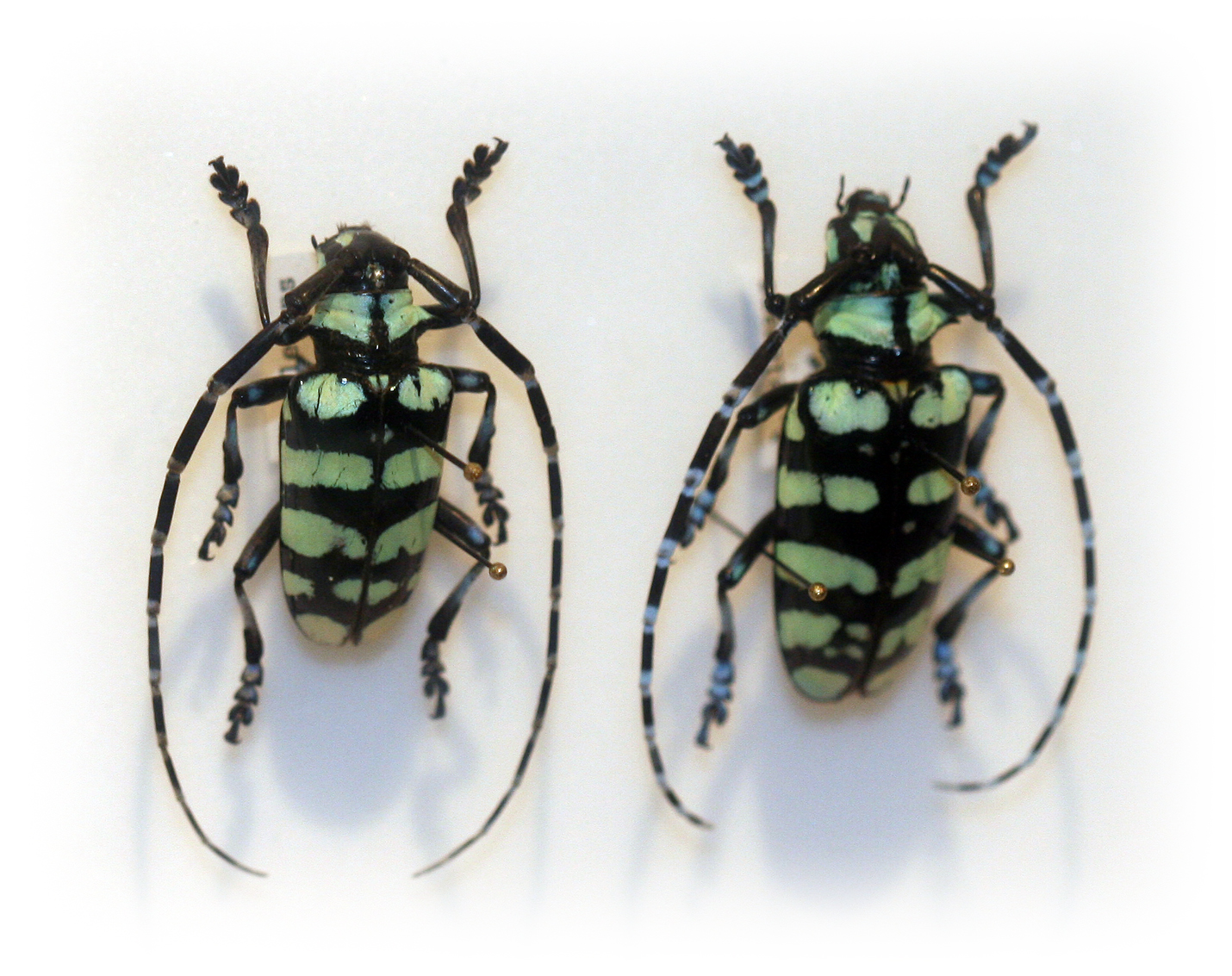
Anoplophora elegans

- Acanthomerosternoplonini Tippmann, 1955
- Acmocerini Thomson, 1864
- Acridocephalini Dillon & Dillon, 1959
- Acrocinini Thomson, 1860
- Aderpasini Breuning & Téocchi, 1977
- Aerenicini Lacordaire, 1872
- Agapanthiini Mulsant, 1839
- Ancylonotini Lacordaire, 1869
- Anisocerini Thomson, 1860
- Apomecynini Thomson, 1860
- Astathini Thomson, 1864
- Batocerini Lacordaire, 1869
- Calliini Thomson, 1864
- Ceroplesini Thomson, 1860
- Cloniocerini Lacordaire, 1872
- Colobotheini Thomson, 1860
- Compsosomatini Thomson, 1857
- Crinotarsini Lacordaire, 1872
- Crossotini Thomson, 1864
- Cyrtinini Thomson, 1864
- Desmiphorini Thomson, 1860
- Dorcadiini Latreille, 1825
- Dorcaschematini Thomson, 1860
- Elytracanthinini Lane, 1955
- Emphytoeciini Lacordaire, 1872
- Enicodini Thomson, 1860
- Epicastini Thomson, 1864
- Eunidiini Téocchi et al., 2010
- Eupromerini Galileo & Martins, 1995
- Exocentrini Pascoe, 1864
- Forsteriini Tippmann, 1960
- Gnomini Thomson, 1864
- Gyaritini Breuning, 1956
- Heliolini Breuning, 1951
- Hemilophini Thomson, 1868
- Homonoeini Thomson, 1864
- Hyborhabdini Aurivillius, 1911
- Lamiini Latreille, 1825 (incloent-hi  Monochamini)
- Laticraniini Lane, 1959
- Mauesiini Lane, 1956
- Megabasini Thomson, 1864
- Mesosini Thomson, 1860
- Microcymaturini Breuning & Téocchi, 1985
- Moneilemini Thomson, 1864
- Morimonellini Lobanov, Danilevsky & Murzin, 1982
- Morimopsini Lacordaire, 1869
- Nyctimeniini Gressitt, 1951
- Oculariini Breuning, 1950
- Onciderini Thomson, 1860
- Onocephalini Sturm, 1843
- Pachystolini Aurivillius, 1922
- Parmenini Mulsant, 1839
- Petrognathini Blanchard, 1845
- Phacellini Lacordaire, 1872
- Phantasini Hunt & Breuning, 1957
- Phrissomini Thomson, 1860
- Phrynetini Thomson, 1864
- Pogonocherini Mulsant, 1839
- Polyrhaphidini Thomson, 1860
- Pretiliini Martins & Galileo, 1990
- Proctocerini Aurivillius, 1921
- Prosopocerini Thomson, 1868
- Protonarthrini Thomson, 1864
- Pseudomacrochenus Breuning, 1942
- Pteropliini Thomson, 1860
- Rhodopinini Gressitt, 1951
- Saperdini Mulsant, 1839 (incloent-hi Phytoeciini)
- Stenobiini Breuning, 1950
- Sternotomini Thomson, 1860
- Tapeinini Thomson, 1857
- Tetraopini Thomson, 1860
- Tetraulaxini Breuning & Téocchi, 1976
- Tetropini Portevin, 1927
- Theocridini Thomson, 1858
- Tmesisternini Thomson, 1860
- Tragocephalini Thomson, 1857
- Velorini Thomson, 1864
- Xenofreini Bates, 1885
- Xenoleini Lacordaire, 1869
- Xylorhizini Lacordaire, 1872
- Zygocerini Lacordaire, 1872

Taxa incertae sedis:
- gènere Cerambycinus Münster in Germar, 1839
- gènere  Cypriola J. Thomson, 1865
- gènere Decellia Breuning, 1968
- gènere Dorcadionoides Motschulsky, 1857
- gènere Falsozeargyra Gilmour & Breuning, 1963
- gènere Heteropalpoides Fisher, 1935
- gènere Paralamiodorcadion Breuning, 1967
- gènere Parmenops Schaufuss, 1891
- gènere Prosoplus Blanchard, 1853
- gènere  Pterolophiella Breuning, 1952
- espècies Lamia bidens Fabricius, 1775
- espècies Lamia petrificata Heyden & Heyden, 1856
- espècies Lamia schroeteri Giebel, 1856